# St Vincent and the Grenadines Botanic Gardens

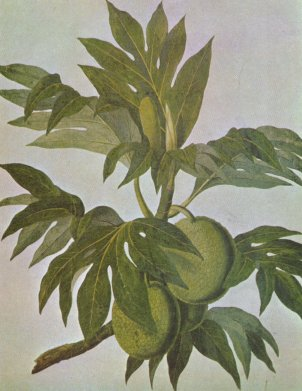
Zeichnung der Brotfrucht
von Sydney Parkinson

St Vincent and the Grenadines Botanic Gardens (dt. „Botanischer Garten von St. Vincent und den Grenadinen“) ist ein botanischer Garten in Kingstown, St. Vincent und die Grenadinen. Er wurde 1765 gegründet und ist damit einer der ältesten botanischen Gärten in der westlichen Hemisphäre. Älter sind nur die Kew Gardens in London und Bartram’s Garden in Philadelphia. Er umfasst eine Fläche von ca. 20 acre (8,09 ha).
Der botanische Garten ist zurzeit eine der meistbesuchten Attraktionen in St. Vincent und den Grenadinen. Er ist eine historische Einrichtung von regionaler, nationaler und globaler Bedeutung.

## Geschichte
Nach dem Frieden von Paris 1763 entschlossen sich der neu ernannte Gouverneur der südlichen britischen karibischen Inseln, Robert Melvill, und der Militärarzt von St. Vincent, George Young, einen botanischen Garten einzurichten. Ziel war zunächst, medizinische Pflanzen für das Militär zu kultivieren und das Leben und die Wirtschaft der Kolonie zu verbessern. Botaniker des 18. Jahrhunderts legten großen Wert darauf, wertvolle und wirtschaftlich interessante Pflanzen aus Ostindien (Indonesien, Malaysia etc.) nach Kew Gardens in England zu senden und sie später in den amerikanischen Tropen einzuführen. Die Royal Society unterstützte die Einfuhr und Verbreitung von interessanten Arten.
Melvill, der in seiner Arbeit die moderne Ethnobotanik vorausnahm, drängte darauf, dass „Ärzte des Landes, Einheimische mit Erfahrung, und sogar alte Kariben und Sklaven, die mit Heilmitteln zu tun hatten, es wert sein könnten, beachtet zu werden, und sofern jemand zu irgendeiner Zeit denkt, ein Geheimnis könne gelüftet werden oder auch nur eine Verbesserung für eine kleine Entschädigung, dann werde ich sofort dafür zahlen.“ („physical practitioners of the country, natives of experience, and even old Caribs and slaves who have dealt in cures might be worth taking notice of, and if at any time you should think that a secret may be got at or even an improvement for small expense, I shall readily pay for it“). Das War Department und die Honourable East India Company sandten Samen und Pflanzen aus dem tropischen Indien und aus British North Borneo, Sabah und Sarawak in den East Indies. Andere Arten kamen von französischen und karibischen Quellen, wie Zimt von Guadeloupe und Grenada. Von Kew Gardens kamen Samen aus China.

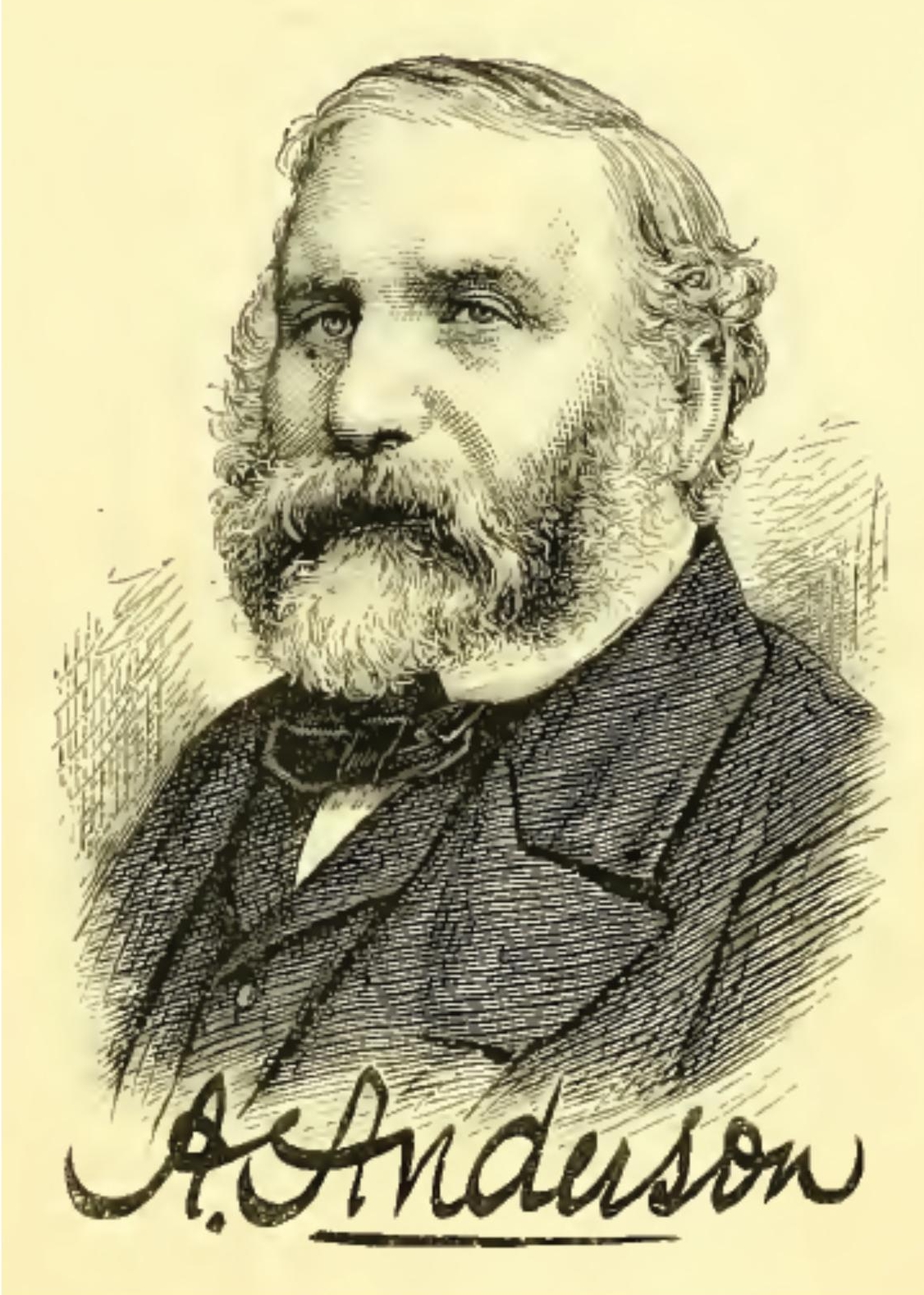
Alexander Anderson, schottischer Botaniker, Botanic Gardens Curator 1785–1811

Unter George Young (1765–1785) und der fähigen und enthusiastischen Leitung des zweiten Superintendent Curator, Alexander Anderson (1785–1811) errang der Botanische Garten schnell einen guten Ruf und weite Bekanntheit. Talentierte Nachfolger wie William Lochead, George Caley, Henry Powell und William Sands führten ihn weiter.

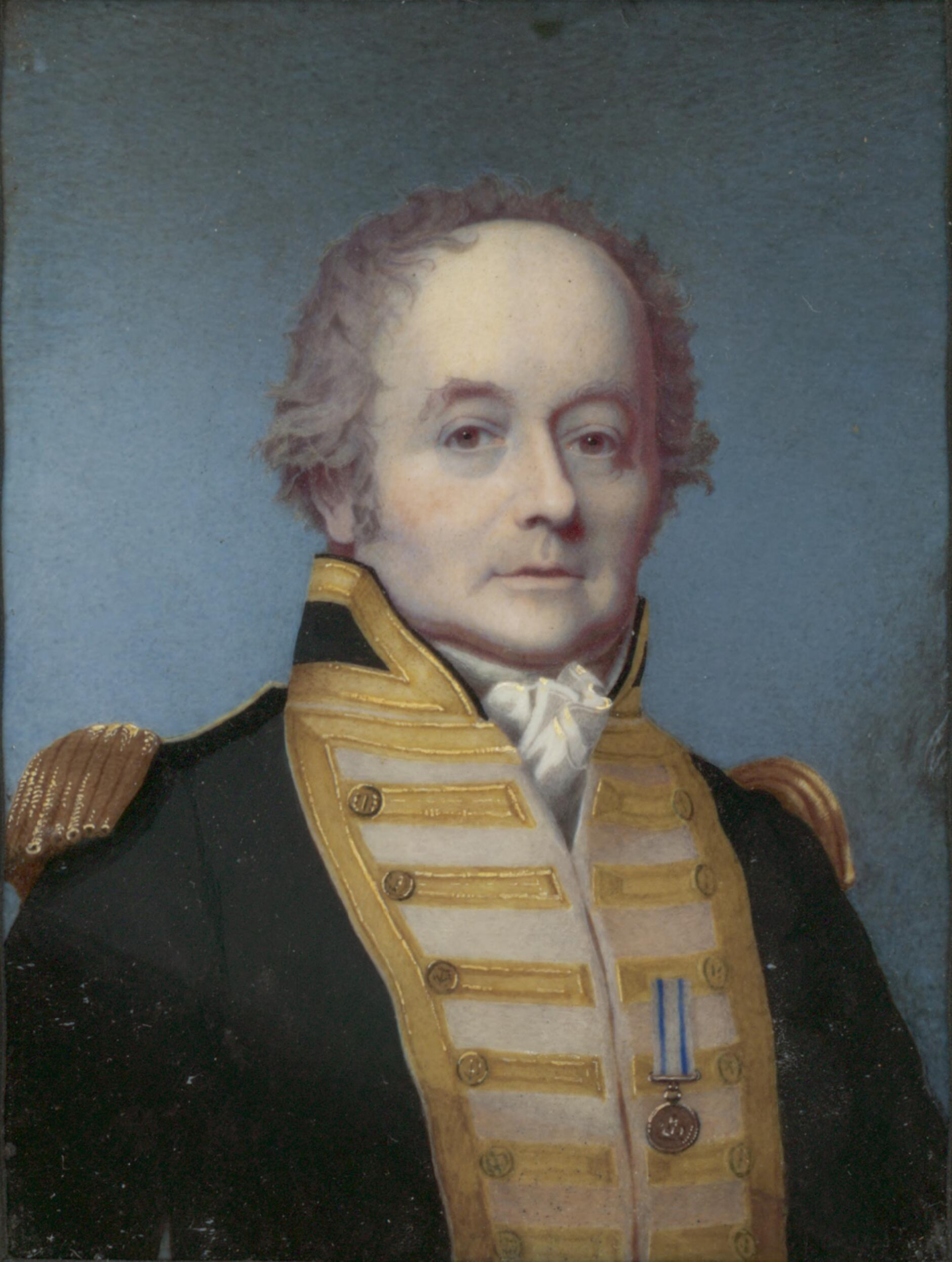
Captain William Bligh, 1814

Ein Klon der dritten Generation eines Brotfruchtbaumes in der Sammlung des Gartens im 21. Jahrhundert stammt sogar noch von einer originalen Pflanze, die 1793 von Captain William Bligh herangeschafft worden war. William Bligh wurde berühmt durch die Meuterei auf der Bounty. Er machte 1787–88 seine unheilbehaftete Reise auf der HMS Bounty nach Tahiti, um Brotfrucht und andere nützliche Pflanzen für die West Indies zu sammeln. Unbeeindruckt von der Meuterei seiner ersten Crew, schiffte sich Bligh mit der HMS Providence 1791 erneut nach Tahiti ein. Er beendete seine Mission in Kingstown, St. Vincent am 23. Januar 1793 und brachte Pflanzen aus der Südsee nach St. Vincent. Der Kurator Alexander Anderson behandelte diese Pflanzen besonders pfleglich und in der Folge wurde die Brotfrucht zu einer der nützlichsten Nahrungspflanzen in den West Indies.
Die erste Hälfte des 19. Jahrhunderts war eine schwierige Zeit für koloniale botanische Gärten. Bereits 1850 war der botanische Garten in St. Vincent aufgrund von Desinteresse und fehlender Pflege verfallen, doch Initiativen vor Ort begannen ab 1884 den Garten wiederzubeleben; 1890 wurde die Arbeit im Zuge eines größeren agrikulturellen und botanischen Entwicklungsplans wieder aufgenommen.
Der botanische Garten gelangte bald wieder zu seinem früheren Ruhm und seiner Schönheit und die Pflanzensammlungen wurden wiederhergestellt. Besondere Aufmerksamkeit erhielt bis 1944 experimentelle Arbeit zu wirtschaftlichen Kulturen (economic crops) wie Baumwolle, Arrowroot (Pfeilwurz), Kakao und Zuckerrohr. Die Architektur des neugestalteten Gartens wurde durch die Konstruktion eines kleinen dorischen Tempel verschönert und durch Wegebau besser zugänglich gemacht. Durch kontinuierliche Neuerwerbung von Pflanzen wurde die Sammlung des Gartens ausgebaut.

## Tierschutz-Programm

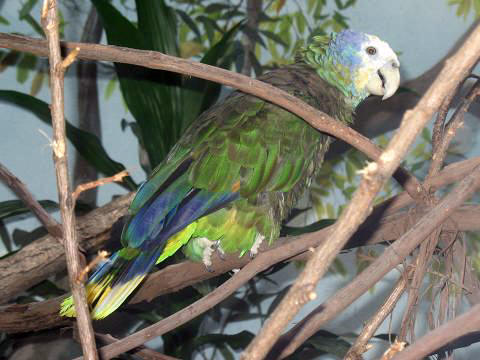
Königsamazone (Saint-Vincent-Amazone)

Der Nicholas Wildlife Aviary Complex auf dem Gelände des Gartens unterhält ein Erhaltungszuchtprogramm für die bedrohte Königsamazone (St Vincent Parrot, Amazona guildingii), den Nationalvogel von St. Vincent.
Mehrere Mitglieder der britischen Königsfamilie haben Bäume im Garten gepflanzt, so zum Beispiel einen „pink poui“ (Tabebuia rosea) am 27. Februar 2012 (Prince Edward) und einen Baobab (Adansonia digitata) am 28. November 2016 (Harry, Duke of Sussex). Auch der damalige Prinz Charles hat am 20. März 2019 einen „Soufrière tree“ (Spachea perforata) im Botanischen Garten von Kingstown gepflanzt. 